# Знак «Отличник ВМФ»
Знак «Отличник ВМФ» — нагрудный знак, учреждённый 10 августа 1939 года постановлением СНК СССР № 1186. Знаком награждали краснофлотцев Военно-Морского Флота СССР за отличную боевую и политическую подготовку, отличное несение службы и примерную дисциплину. Награждение производилось по представлению Военсоветов флотов, командующих флотилиями приказом НК ВМФ СССР особо отличившихся в боевой и политической подготовке краснофлотцев, командиров, начальников и вольнонаёмных кораблей, частей и учреждений ВМФ. Знак представляет собой фигурную пластину, обрамленную слева изображением лавровых листьев и справа — якорной цепи. Сверху помещалось изображение развевающегося военно-морского флага, под ним — разрезающего волны линкора.